# Ramat Bar'am
Ramat Bar'am (hebrejsky: רמת ברעם) je vrch o nadmořské výšce 688 metrů v Izraeli, v Horní Galileji.
Nachází se 2 kilometry severovýchodně od vesnice Bar'am, 1 kilometr jižně od obce Jir'on a cca 11 kilometrů severoseverozápadně od Safedu. Má podobu plochého temene, které je ze tří stran sevřeno údolími místních vodních toků. Na severu je to vádí Nachal Jir'on (s jeskyněmi na úbočí Ramat Bar'am), na jihu Nachal Bar'am. Obě tato boční vádí pak na východní straně ústí do hlubokého kaňonu vádí Nachal Dišon. Pouze na západní straně terén plynuje přechází směrem k izraelsko-libanonské hranici, podél níž vede lokální silnice 8967. Vlastní povrch návrší je částečně zalesněn a částečně zemědělsky využíván.